# Johann Burgmann (Maler)

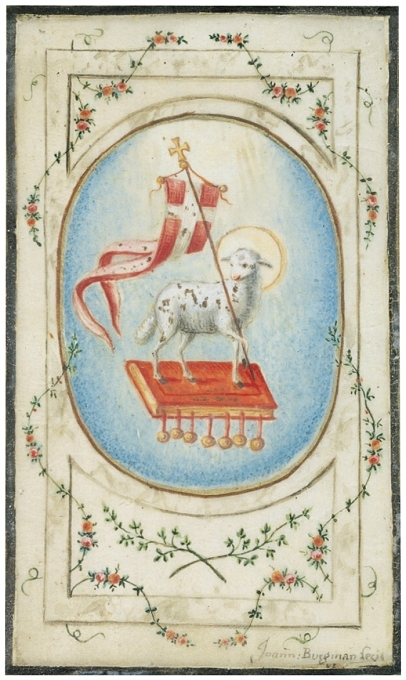
Agnus Dei mit Kreuzfahne und Buch mit sieben Siegeln, um 1790, Aquarell auf Raupengespinst

Johann Burgmann (* in St. Georgen (?); Geburtsdatum unbekannt; † 1824/25 (?) in St. Georgen oder Lüsen) war ein Tiroler Maler.
Burgmann war ein Schüler von Elias Prunner und schuf vor allem Heiligendarstellungen für Südtiroler Kirchen. Von Burgmann stammt ein Großteil der heute überlieferten Spinnwebenbilder, bei denen ein Malgrund aus Raupengespinsten verwendet wurde. Er fertigte sie vor allem als Aquarelle an. Manchmal versah Burgmann seine Arbeiten mit einer Spinne als Zeichen, es sind aber auch signierte Werke bekannt.